# Aguiarnópolis
Aguiarnópolis is een gemeente in de Braziliaanse deelstaat Tocantins. De gemeente telt 4.216 inwoners (schatting 2009). De plaats ligt aan de Tocantins met aan de overzijde van de rivier de Estreito.

## Verkeer en vervoer
De stad ligt aan de radiale snelweg BR-010 tussen Brasilia en Belém. Daarnaast ligt ze aan de wegen BR-226, BR-230, TO-126 en aan de overzijde van de rivier MA-138.